# Catalogue Aresti

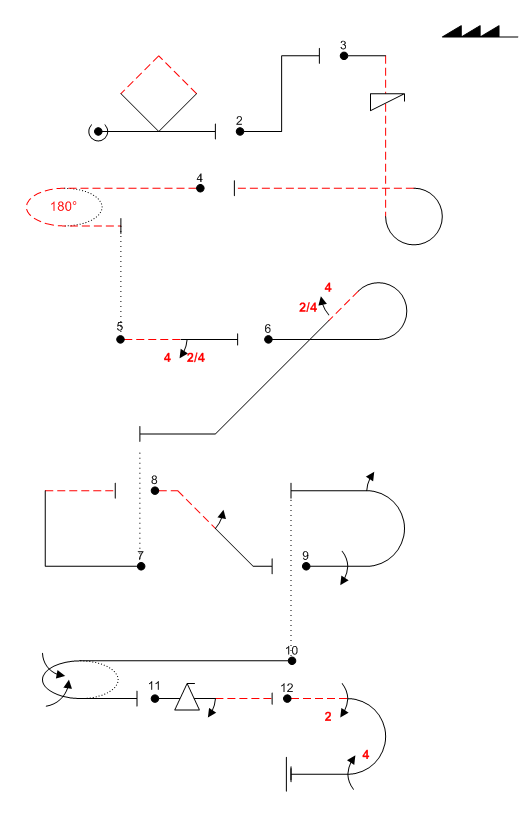
Programme complexe schématisé en notation Aresti

Le catalogue Aresti est une normalisation acceptée par la Fédération aéronautique internationale pour décrire de manière standardisée les programmes de voltige aérienne en compétition.

## Présentation
Le catalogue a été conçu par un aviateur espagnol : Jose Louis de Aresti Aguirre.
Chaque figure est représentée par des lignes, flèches, des courbes permettant de comprendre la forme idéale de la figure.
Les lignes noires représentent des trajectoires à facteur de charge positif (ou en résumé le pilote est maintenu par les forces assis dans son siège, ce qui ne signifie pas pour autant la tête en haut !) et les lignes hachurées et généralement de couleur rouge représentent les parties de trajectoire à facteur de charge négatif (où le pilote est suspendu dans le harnais).
Les flèches représentent des fractions de tonneau et les triangles représentent des trajectoires en vrille ou en déclenché.
Chaque figure est représentée séparément, l'ordre étant noté.
Chaque figure a un facteur de difficulté "K". Le K de la figure est la somme des éléments issus d'une famille de figure codés la constituant. Par exemple, une boucle positive simple est codée 7.5.1 et son K=10. Une boucle avec à son sommet un tonneau complet (boucle chinoise) est la somme de la boucle (7.5.1 K=10 et d'un tonneau 9.1.3.4 K=8 soit un total de K=18).
En compétition, chaque juge attribue une note sur 10 pour chaque figure prise séparément. La note totale de la figure pour un juge est la note sur 10 multipliée par le K de la figure. Ainsi notre boucle notée 8,5/10 apporte 85 points à son pilote.
Certaines figures complexes ou comprenant plusieurs combinaisons ont des K croissant rapidement. Exemple un renversement avec dans la montée deux huitièmes de tonneau a un K=24 alors que le K de la figure de base (renversement sans rotations) est de 17.
Le catalogue Aresti est utilisé de manière officielle depuis 1964.
Il existe un logiciel libre permettant de créer des programmes de voltiges dont le nom est OLAN (One Letter Aerobatic Notation)